# 일제 코흐
일제 코흐(독일어: Ilse Koch, 1906년 9월 22일 ~ 1967년 9월 1일)는 부헨발트 강제 수용소장을 지낸 카를오토 코흐의 부인이다. 출생명은 마르가레테 일제 쾰러(독일어: Margarete Ilse Köhler)다. 수용자들에게 성적 학대를 가했고 수용자 사체의 피부로 전등 갓을 만드는 등 기행을 했다. 부헨발트의 마녀 등의 별칭으로 불렸으며 제2차 세계 대전 종전 이후 서독 법정에서 종신형을 선고받고 아이하흐에 있는 교도소에서 복역 도중 자살했다.

## 같이 보기
- 이르마 그레제
- 아리베르트 하임